# Dejan Kekezović
Dejan Kekezović (Subotica, 16. lipnja 1982.) bivši je srbijanski nogometaš koji je igrao kao vezni. Rodom je Hrvat.
Rodio se je 1982. u Subotici.
Nogomet je počeo igrao za Radnički iz Bajmaka, Spartak iz Subotice i Smederevo.
Dana 26. ožujka 2009. je postigao brzinu udarca od 124 kilometra na sat prigodom natjecanja za najjači udarac u prvenstvu Srbije, održanog u organizaciji Zajednice superligaša i Apatinske pivare. To mu je donijelo ukupno treće mjesto.

## Vanjske poveznice
- (srpski) Srbijafudbal  Arhivirana inačica izvorne stranice od 9. studenoga 2011. (Wayback Machine) Profil
- (engleski) Playerhistory Profil
- (njemački) Transfermarkt Profil
- Dekisa.Tripod Statistike